# 马耶 (安德尔-卢瓦尔省)
马耶（法語：Maillé，法語發音：[maje] ⓘ）是法国安德尔-卢瓦尔省的一个市镇，位于该省南部，属于希农区。同名市镇在85省和86省亦有出现。

## 地理
马耶（47°3'10"N, 0°34'53"E）面积15.67 平方千米，位于法国中央-卢瓦尔河谷大区安德尔-卢瓦尔省，该省份为法国中西部省份，北起萨尔特省、东北接卢瓦-谢尔省，东南接安德尔省，南至维埃纳省，西临曼恩-卢瓦尔省。
与马耶接壤的市镇（或旧市镇、城区）包括：拉塞勒圣阿旺、德拉谢、努阿特尔、普宰、图赖讷地区圣莫尔。

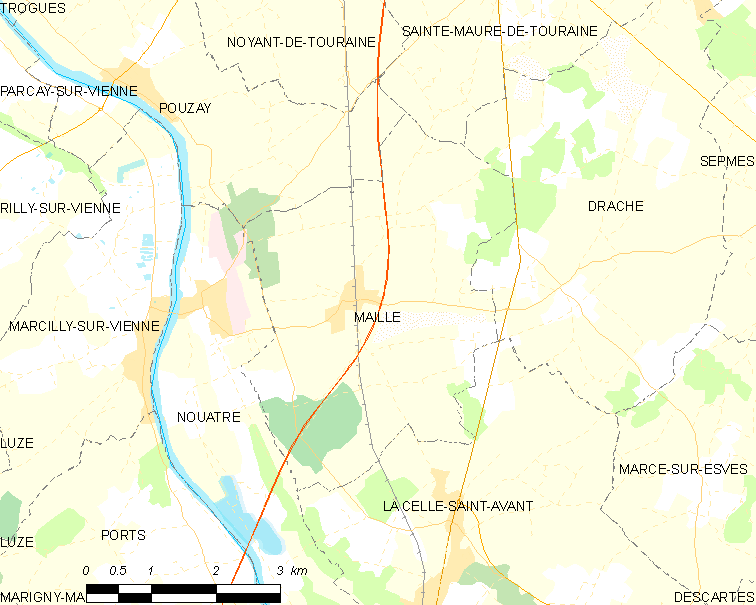
的OSM定位图

马耶的时区为UTC+01:00、UTC+02:00（夏令时）。

## 行政
马耶的邮政编码为37800，INSEE市镇编码为37142。

## 政治
马耶所属的省级选区为图赖讷地区圣莫尔县。

## 人口

1962-2008年间人口变化图示

马耶于2022年1月1日时的人口数量为559人。